# Bisfenolo S
Il bisfenolo S (o BPS) è un composto organico con formula bruta (HOC6H4)2SO2. 
Differisce dal bisfenolo A poiché ha un gruppo solfone al posto di un dimetilmetile. Ha due gruppi funzionali fenolo per ciascuna delle due posizioni rispetto al gruppo sulfonile. 
Il BPS è spesso impiegato per consentire la rapida asciugatura delle resine epossidiche.